# Quentin Tarantino
Quentin Jerome Tarantino (* 27. března 1963 Knoxville, Tennessee) je americký filmový režisér, scenárista a herec, který začátkem devadesátých let proslul jako svěží, drsný i černohumorný vypravěč, který vnesl do tradičních amerických archetypů nový život.
Svoji filmovou kariéru začínal jako uvaděč v pornokině Pussycat v Torrance v Kalifornii, kde pracoval už v 16 letech. V té době považoval práci uvaděče v kině za nejlepší zaměstnání na světě, dokonce lepší než být režisérem nebo hercem, protože mohl trávit celý den v kině a sledovat filmy zdarma. Zkušenost s filmy promítanými v pornokině ho však brzy od této pozice odradila. Později vystřídal několik drobných zaměstnání, než ve 22 letech nastoupil do videopůjčovny Video Archives v Hermosa Beach.

## Zajímavosti
Než se stal slavným scenáristou a režisérem, pobyl krátce i ve vězení, kde skončil kvůli nezaplacenému parkování.
V jeho filmech se skoro vždy objevuje akce, násilí i krvavé scény, a to i přesto, že se nejedná o typický hororový film. On sám přiznal, že je velkým fanouškem tzv. splatter hororů a je velkým obdivovatelem italského hororového mistra Daria Argenta.
V říjnu 2015 podpořil hnutí Black Lives Matter (na černých životech záleží) v New Yorku, veřejně odsoudil policejní násilí na černošském obyvatelstvu ve Spojených státech a prohlásil: „Vraždu musím nazývat vraždou a vrahům musím říkat vrazi“. Tarantinova slova odmítla policejní oddělení po celých Spojených státech, včetně New Yorku a Los Angeles, a vyzvala k bojkotu jeho nového filmu Osm hrozných. Několik dní předtím byl v New Yorku zavražděn policista při výkonu služby, proto někteří policisté kritizují Tarantinovy výroky jako obzvláště necitlivé.
Po odhalení, že přední hollywoodský producent Harvey Weinstein měl sexuálně obtěžovat desítky žen, Tarantino v říjnu 2017 přiznal, že věděl o Weinsteinově chování desítky let a je zahanben, že nic nepodnikl. V reakci na to známý šéfkuchař a spisovatel Anthony Bourdain obvinil Tarantina ze „spoluviny“.

## Filmografie

### Scénář a režie
- My Best Friend's Birthday (1987)
- Gauneři (Reservoir Dogs, 1992)
- Pulp Fiction: Historky z podsvětí (Pulp Fiction, 1994)
- Čtyři pokoje (Four Rooms, 1995, povídka Muž z Hollywoodu)
- Jackie Brownová (Jackie Brown, 1997)
- Kill Bill (Kill Bill Vol. 1, 2003)
- Kill Bill 2 (Kill Bill Vol. 2, 2004)
- Sin City – město hříchu (Sin City, 2005, hostující režisér)
- Auto zabiják (Death Proof, 2007)
- Hanebný pancharti (Inglourious Basterds, 2009)
- Nespoutaný Django (Django Unchained, 2012)
- Osm hrozných (The Hateful Eight, 2015)
- Tenkrát v Hollywoodu (Once Upon a Time in Hollywood, 2019)

### Scénář
- Pravdivá romance (True Romance, 1993)
- Takoví normální zabijáci (Natural Born Killers, 1994)
- Od soumraku do úsvitu (From Dusk Till Dawn, 1996)

### Herec
- My Best Friend's Birthday (1987) – Clarence Pool
- Gauneři (Reservoir Dogs, 1992) – pan Hnědý
- Pulp Fiction: Historky z podsvětí (1994) – Jimmie Dimmick
- Sleep with Me (1994) – Syd
- Destiny Turns On the Radio (1995) – Johnny Destiny
- Čtyři pokoje (Four Rooms, 1995) – Chester
- Desperado (1995) – chlápek, co vyzvedával drogy
- Od soumraku do úsvitu (From Dusk Till Dawn, 1996) – Richard Gecko
- Girl 6 (1996) – Q. T.
- Little Nicky (2000) – Deacon
- Planeta Teror (2007) – Voják
- Auto zabiják (2007) – barman Warren
- Hanební pancharti (2009) – skalpovaný voják
- Nespoutaný Django (2012) – kovboj nesoucí dynamit
- Osm hrozných (2015) – vypravěč (hlas)
- Tenkrát v Hollywoodu (2019) – režisér reklamy na cigarety Red Apple (hlas)

### Výkonný producent
- Killing Zoe (1994)
- Čtyři pokoje (Four Rooms, 1995)
- Od soumraku do úsvitu (From Dusk Till Dawn, 1996)
- Curdled (1996)
- God Said, 'Ha!' (1998)
- Daltry Calhoun (2005)
- Freedom's Fury (2005)
- Planeta Teror (2007)